# 109 км (зупинний пункт)
109 кіломе́тр — пасажирський залізничний зупинний пункт Дніпровської дирекції Придніпровської залізниці на електрифікованій лінії Роз'їзд № 5 — Павлоград I між станціями Павлоград I (3 км) та Павлоград II (5 км). Розташований поблизу мікрорайону «Хіммаш» у місті Павлоград Павлоградської міської ради Дніпропетровської області.

## Пасажирське сполучення
Станом на 2017 рік через платформу 109 км курсували приміські поїзди до станцій Дніпро-Головний, Лозова та Покровськ. Наразі приміське сполучення припинено на невизначений термін.